# Global Office Park
Global Office Park – kompleks budynków typu mixed-use w Katowicach, położony przy ulicy Zabrskiej, na obszarze dzielnicy Śródmieście. 
Składa się on z czterech budynków, w tym dwóch biurowców sięgających 109 m, jednym budynkiem mieszkalnym z 663 mieszkaniami o wysokości 90 m i z sześciokondygnacyjnego budynku. Budowa kompleksu rozpoczęła się w listopadzie 2019 roku, z czego wieżowce biurowe oddano do użytku w marcu 2022 roku, a budowę wieżowca mieszkalnego ukończono w kwietniu 2024 roku. Inwestorem kompleksu była spółka Cavatina Holding.

## Lokalizacja
Kompleks Global Office Park położony jest w Katowicach, przy ulicy Zabrskiej 15, 17, 19 i 20, w kwartale ulic: Dąbrówki, A. Mickiewicza, J. III Sobieskiego i Zabrskiej, na terenie dzielnicy Śródmieście, w pobliżu granicy z Załężem. Znajduje się on jest w odległości około sześciu minut od stacji kolejowej Katowice i Galerii Katowickiej, natomiast dojazd od autostrady A4 zajmuje średnio 10 minut.
W pobliżu Global Office Parku położony jest przystanek autobusowy i tramwajowy ZTM Katowice Dąbrówki.

## Historia

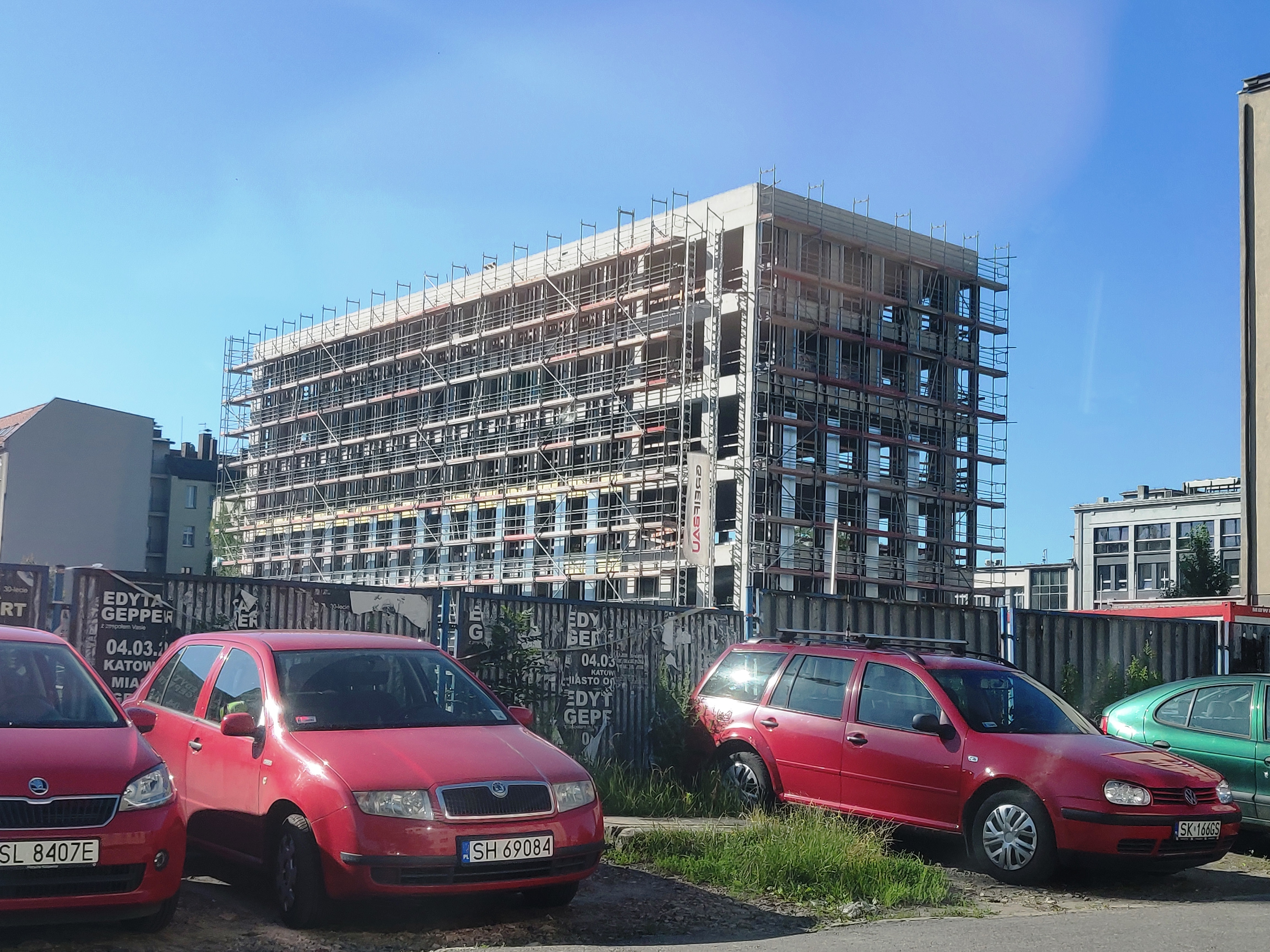
Biurowiec przy ulicy Zabrskiej w trakcie budowy w lipcu 2020 roku

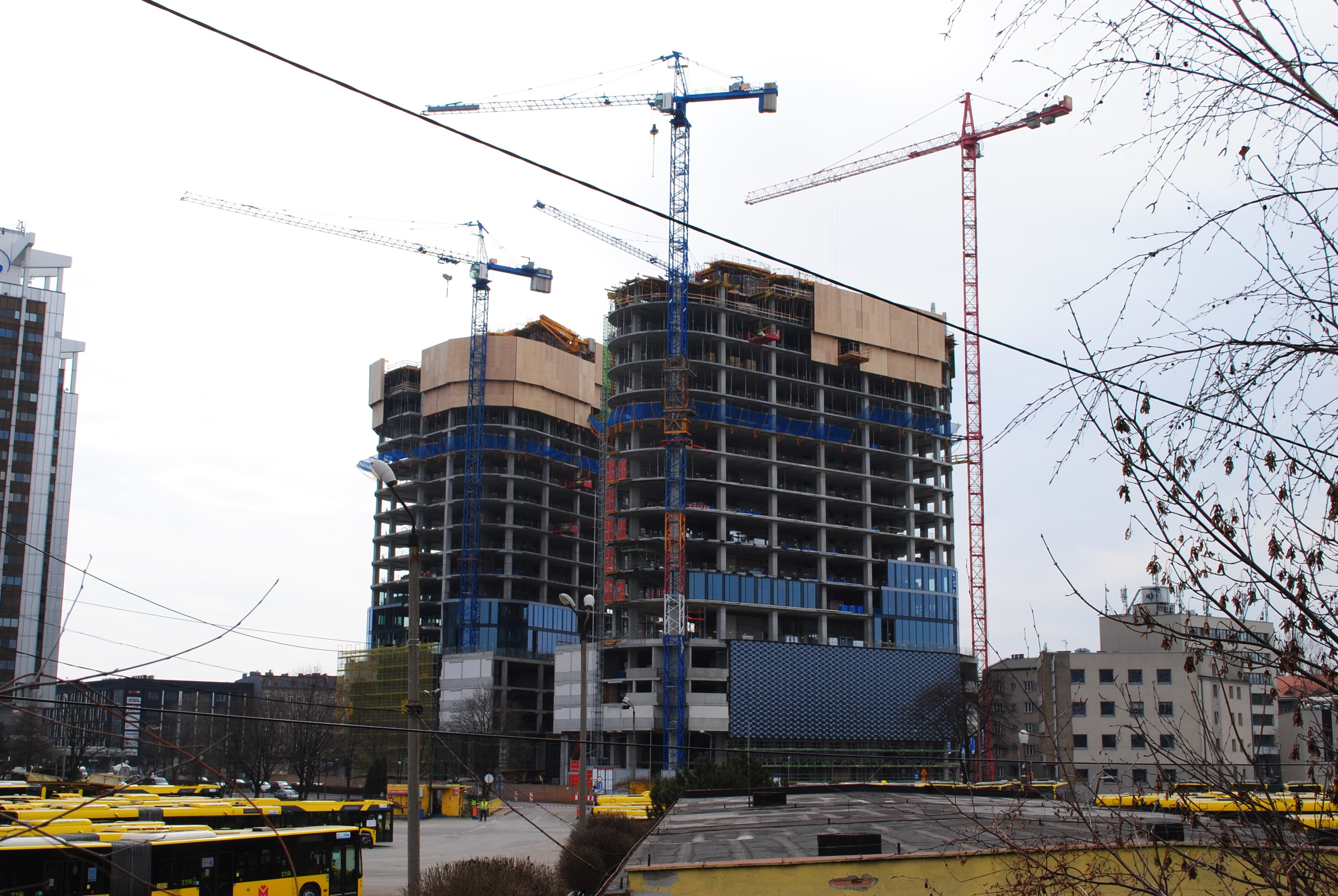
Wieżowce biurowe kompleksu Global Office Park w marcu 2021 roku

Pierwsze plany zagospodarowania miejsca nową zabudową biurową, w którym powstał Global Office Park, pojawiły się w lutym 2007 roku. Wówczas to zapowiedziano o planach budowy trzech 100-metrowych wieżowców, w których miały powstać biura oraz mieszkania. Właściciel działki – krakowska firma ZFI Havre – zapowiedział wówczas ogłoszenie międzynarodowego konkursu na projekt, a jego oddanie do użytku przewidziano za trzy lata. W lutym 2008 roku firma Eurocape P.I.A. Limited zakupiła 100% udziałów od firmy Havre, stając się nowym właścicielem terenu przy ulicy A. Mickiewicza. Przy działce nie rozpoczęto żadnych prac, a w lutym 2016 roku działka ta została wystawiona na licytację przez komornika przy Sądzie Rejonowym Katowice-Zachód. Wówczas szacowana wartość działki wynosiła 7,03 mln złotych.
W grudniu 2018 roku poinformowano opinię publiczną o planach spółki Cavatina Holding dotyczące zagospodarowania terenu w rejonie ulicy A. Mickiewicza. Wówczas to zaproponowano budowę kompleksu trzech połączonych ze sobą wieżowców biurowo-mieszkalnych. Dnia 7 stycznia 2019 roku inwestor rozpoczął pierwsze prace na terenie przyszłych wież, związane m.in. z badaniami gruntu. Do tego czasu niezagospodarowany obszar ten pełnił funkcję dzikiego parkingu dla około 300 samochodów.
Do listopada 2019 roku spółka Cavatina Holding otrzymała pozwolenie na budowę kompleksu Global Office Park. Jeszcze w tym samym miesiącu rozpoczęto zasadnicze prace przy budowie – prowadzono wówczas roboty przygotowawcze terenu pod przyszły kompleks. W kwietniu 2020 roku ukończono ścianę szczelinową pod wieżowce biurowe i podziemny parking, a także trwały roboty przy ścianie szczelinowej pod wieżowiec mieszkalny. W najniższym biurowcu gotowa była już do tego czasu konstrukcja żelbetowa parteru i podziemna hala garażowa. W czerwcu 2020 roku zakończono roboty ziemne i zabezpieczono wykop pod budowę wieżowców biurowych. Do tego czasu zakończono również budowę ściany szczelinowej pod wieżę mieszkalną. W tym czasie trwały prace nad zbrojeniem i betonowaniem płyty fundamentowej. Wolnostojący budynek po południowej stronie ulicy Zabrskiej był wówczas w zaawansowanym stanie – rozpoczęto wtedy prace nad montażem elewacji, a także trwały prace instalacyjne, murarskie oraz roboty przy ocieplaniu stropu. 

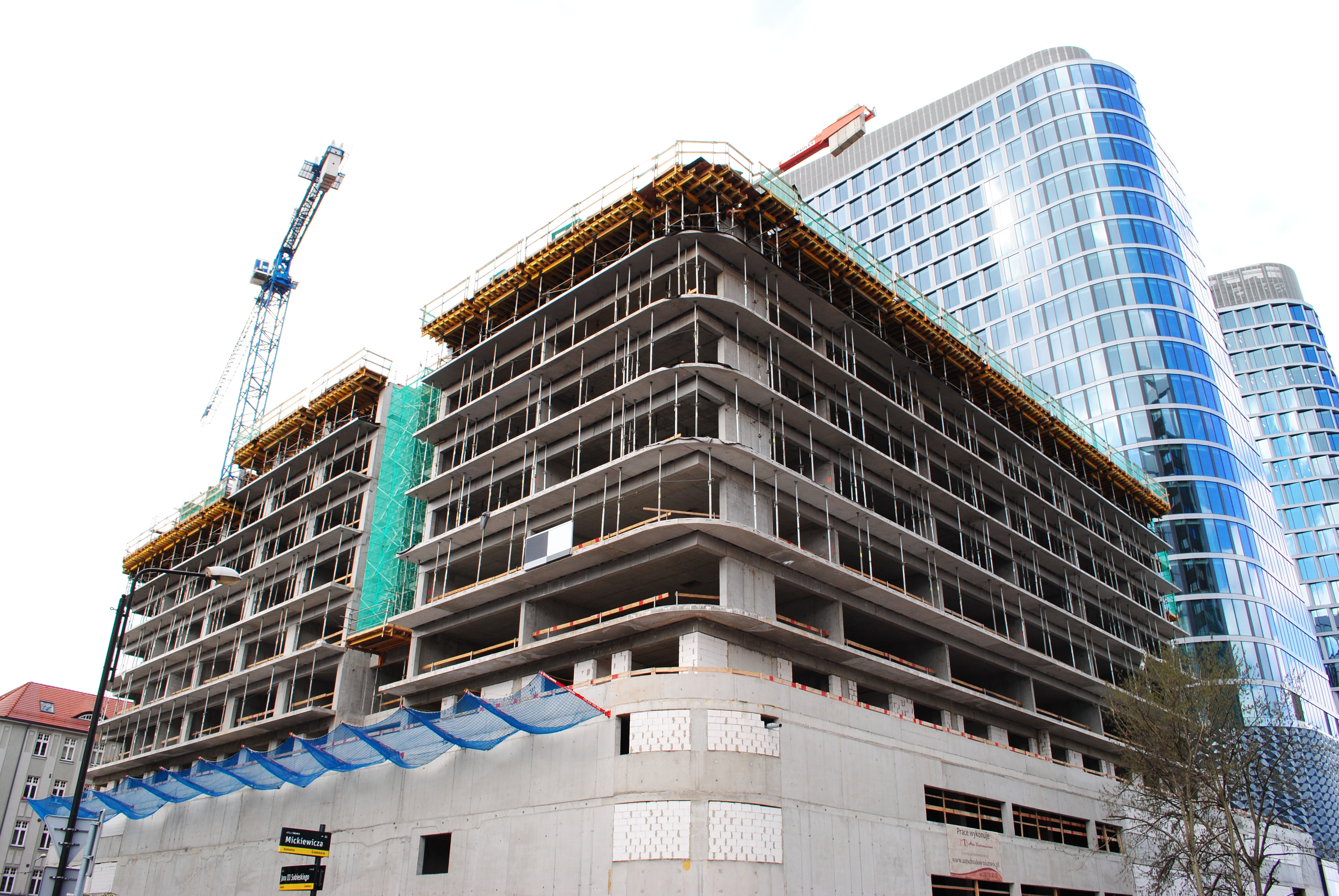
Budowa wieżowca mieszkalnego w kwietniu 2022 roku

12 stycznia 2021 roku poinformowano, że 16,6 tys. m² powierzchni biurowej wynajęła firma ING Tech Poland, z czego na 2 tys. m² miało powstać tzw. „Gravity Point” dostępny również dla społeczności Katowic. W związku z tą transakcją podjęto też decyzję o nadaniu jednej z wież nazwy ING Tower. Do tego czasu poziom komercjalizacji biurowców wynosił ponad 40%. W lutym 2021 roku rozpoczęto prace nad budową wieży mieszkalnej. W marcu tego samego roku gotowa była pięciokondygnacyjna konstrukcja cokołu wież biurowych, a częściowo na niej oraz na wieżowcach pojawiła się elewacja. Do tego czasu zakończono prace nad budową najmniejszego budynku przy ulicy Zabrskiej – w listopadzie 2020 roku zyskał on pozwolenie na użytkowanie. Na początku marca 2021 roku budowa wieżowców biurowych sięgała 14-15 piętra. W tym czasie trwały prace nad budową łącznika pomiędzy wieżowcami na poziomie garaży, a także montowano elewację. Dnia 24 marca 2021 roku poinformowano, że amerykański koncern AT&T otworzy w Global Office Park swoje centrum operacyjne – powierzchnia najmu wynosi 16,7 tys. m² w jednej z wieży. 
Na początku lipca 2021 roku zakończono prace nad budową ostatnich kondygnacji w dwóch biurowych wieżach. Do tego czasu zostało wynajętych około 54% powierzchni. W tym samym miesiącu poinformowano o tym, że nowymi najemcami Global Office Park mają być firmy Hyland Software oraz UPC Polska. W październiku 2021 roku rozpoczęły się prace przy wykonaniu korony obydwu wieżowców biurowych. W tym czasie zaplanowano także demontaż zewnętrznych wind towarowych oraz dźwigu wieżowego celem rozpoczęcia prac przy zamykaniu fasady. Pod koniec 2021 roku Cavatina Holding zawarła z konsorcjum banków Berlin Hyp i Bankiem Pekao umowę kredytu wieloproduktowego na zabezpieczenie finansowe budowy kompleksu Global Office Park.

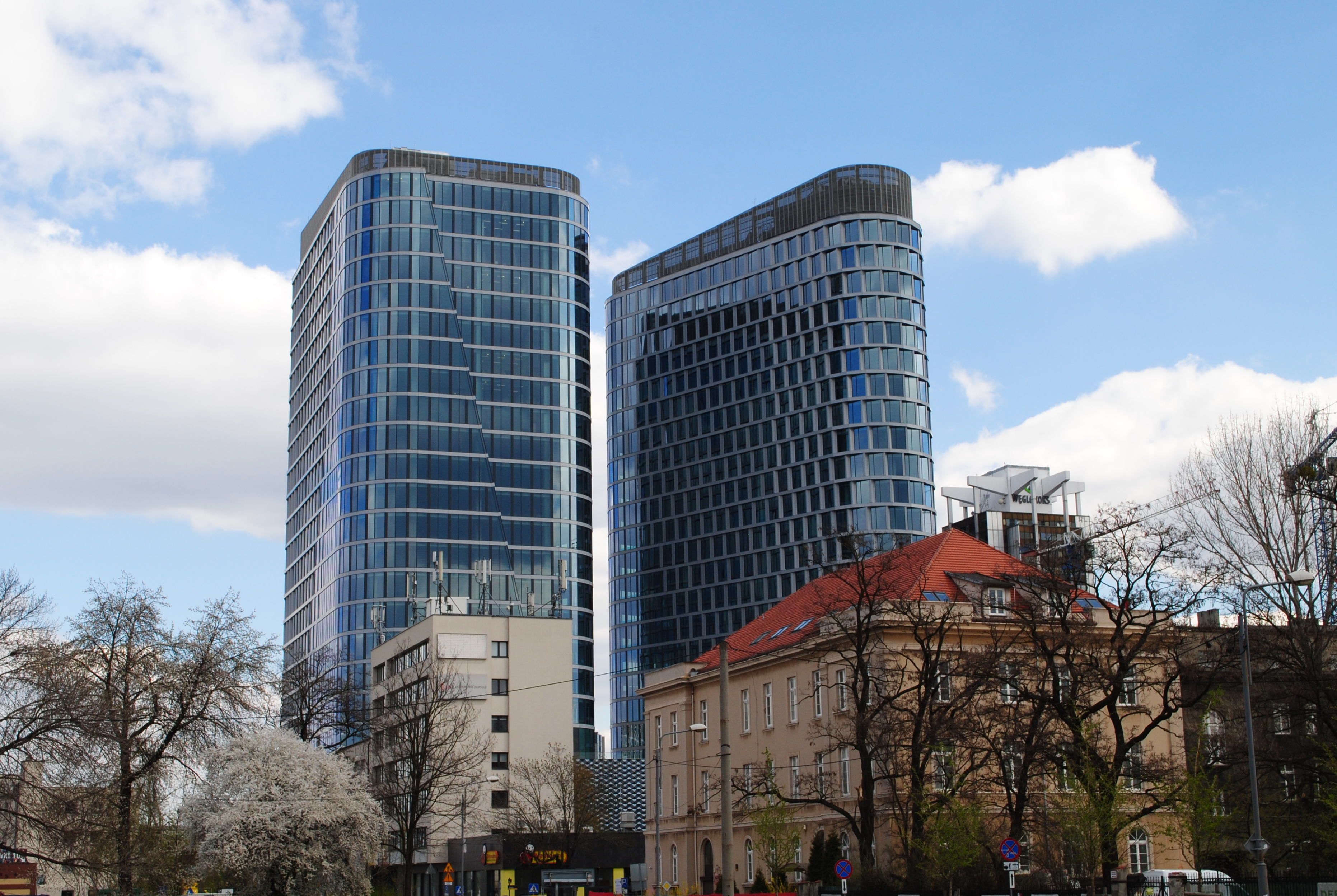
Wieżowce biurowe od strony ulicy Gliwickiej w kwietniu 2022 roku

Na początku 2022 roku nowym najemcą Global Office Park została firma doradztwa personalnego Michael Page International. Do tego też czasu został oddany do użytku najniższy, sześciokondygnacyjny budynek biurowy, który był w tym czasie już w całości wynajęty. W tym też okresie, w styczniu 2022 roku prace budowlane wieżowców biurowych były na zaawansowanym poziomie. Fasada została zamknięta i trwały prace przy jej wykończeniu. Wieża mieszkalna do tego czasu miała ukończoną konstrukcję żelbetową garażu nadziemnego i rozpoczęła się budowa pierwszego piętra.
W lutym 2022 roku ukończono budowę dwóch wieżowców biurowych, a w połowie marca tego samego roku wieżowce te otrzymały pozwolenie na użytkowanie.
Na początku sierpnia 2022 roku swoje biuro w Global Office Park otworzyła firma z branży gier video – Keywords Studios. W sierpniu 2022 roku firma wynajmowała 9,3 tys. m² powierzchni na siedmiu kondygnacjach wieżowca A1, co czyniło wówczas największym najemcą budynku. 
W maju 2022 roku prace budowlane wieżowca mieszkalnego sięgały 11 i 12 kondygnacji, a w październiku tego samego roku wprowadzono do przedsprzedaży mieszkania w wieżowcu w ramach projektu Global Apartments. W połowie kwietnia 2024 roku inwestor ogłosił prace nad zakończeniem jego budowy, a do tego czasu sprzedano lub zarezerwowano już około 400 mieszkań.
We wrześniu 2024 roku kancelaria prawna wynajęła ostatnią wolną wówczas przestrzeń biurową w budynku A1.

## Architektura i otoczenie

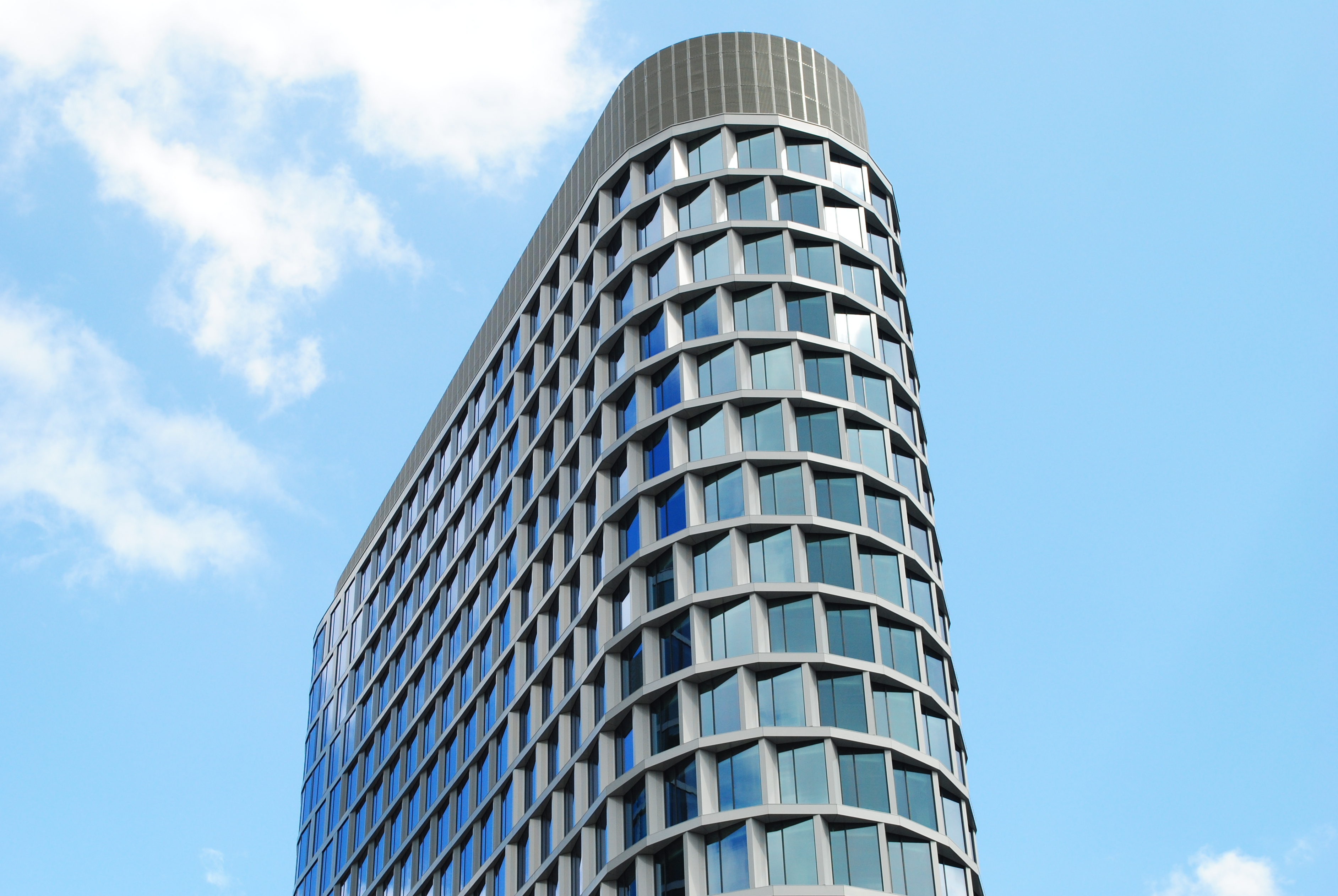
Fragment elewacji środkowej wieży od strony południowej

Kompleks Global Office Park składa się z dwóch wieżowców biurowych i jednego o funkcji mieszkalnej połączonych ze sobą wspólnym podium oraz z wolnostojącego biurowca. Obiekty te tworzą kompleks mixed-use, czyli zespół budynków o mieszanej funkcji – w tym przypadku biurowo-handlowo-mieszkalnej. Wieżowce biurowe mają odpowiednio 27,251 tys. i 27,936 tys. m² powierzchni najmu brutto, natomiast mieszkania zaplanowano pierwotnie na powierzchni 26,489 tys. m². Na lokale handlowo-usługowe na dwóch pierwszych wspólnych kondygnacjach wieżowców biurowych przewidziano 5,206 tys. m² powierzchni. 
Biurowce o wysokości 109 metrów (w innym źródle podawana też jest wysokość 104 metry) liczą 25 kondygnacji (w niektórych źródłach podawane też są 29 kondygnacje), natomiast budynek mieszkalny o wysokości 90 m z 23 kondygnacjami posiada 663 mieszkania o metrażach 25–71 m² (pierwotnie zaplanowano 760 mieszkań na wynajem). Większość z nich posiada własny balkon, loggię lub taras. 

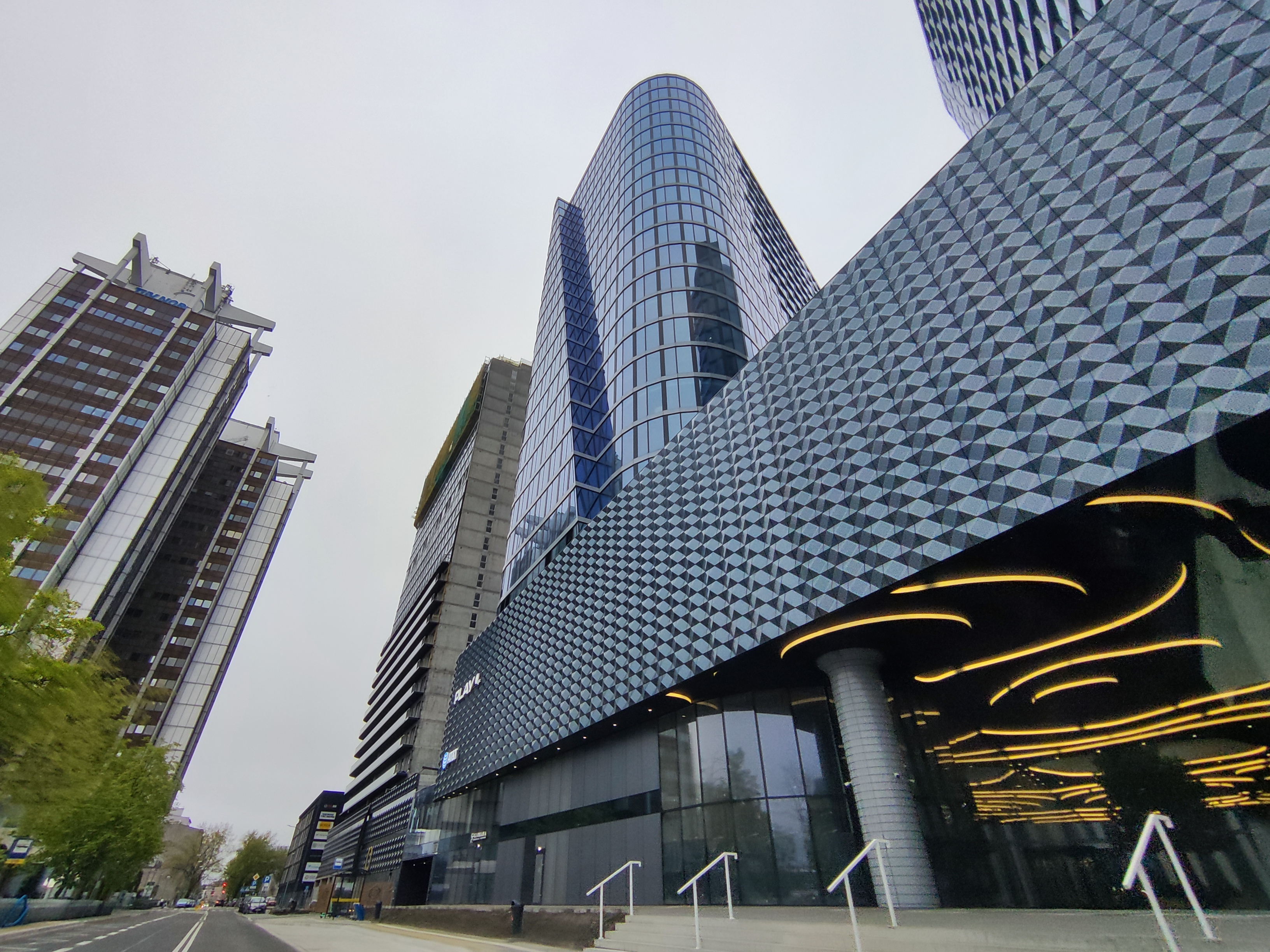
Widok od strony ul. A. Mickiewicza

W wieżowcach biurowych zaprojektowano 11 wind, zaś w mieszkalnym 4. Są one połączone wspólnym, pięciokondygnacyjnym podium przewidzianym na lokale gastronomiczne, handlowe i usługowe. Powstało również patio pomiędzy wieżowcami biurowymi o powierzchni 2,26 tys. m², na którym znajduje się sztuczne drzewo i krzewy. Taki układ przestrzenny całego kompleksu został podyktowany obowiązującym na tym obszarze prawem miejscowym. 
Kompleks posiada dwie kondygnacje podziemne z 2 138 miejscami parkingowymi. Parkingi zaplanowano również na trzech nadziemnych kondygnacjach, a dla osób dojeżdżających na rowerze powstały miejsca postojowe wraz z szatniami i prysznicami dla rowerzystów. 
Częścią tego kompleksu jest też sześciokondygnacyjny biurowiec o powierzchni 4,023 tys. m², położony przy ulicy Zabrskiej 20.
Projekt budynku opracował zespół architektów spółki Cavatina Holding. Wieżowce zaprojektowano jako bliźniacze bryły, lecz celem przełamania monotonii obiektu zaprojektowano budynki na rzucie trapezowym oraz z zaokrąglonymi narożnikami, nawiązujących do modernistycznej architektury Katowic. Elewacja kompleksu ma falujący układ w postaci błyszczących łusek wyłaniających się ze szklanych tafli.